# Frank Haubold
Frank Otto Haubold (født 23. marts 1906 i Union City i New Jersey, død marts 1985 i Ridgefield i New Jersey) var en amerikansk gymnast som deltog i de olympiske lege i 1928 i Amsterdam, 1932 i Los Angeles og 1936 i Berlin.
Haubold vandt to medaljer i gymnastik under Sommer-OL 1932 i Berlin. Han var med på det amerikanske hold som kom på en andenplads i holdkonkurrencen efter Italien. Haubolt kom på en tredjeplads i konkurrencen i Bensving efter István Pelle fra Ungarn og Omero Bonoli fra Italien.